# Yarm
Yarm è un paese di 8.679 abitanti della contea del North Yorkshire, in Inghilterra.

## Amministrazione

### Gemellaggi
- Vernouillet, Francia
- Schwalbach am Taunus, Germania